# ストーリーヴィル

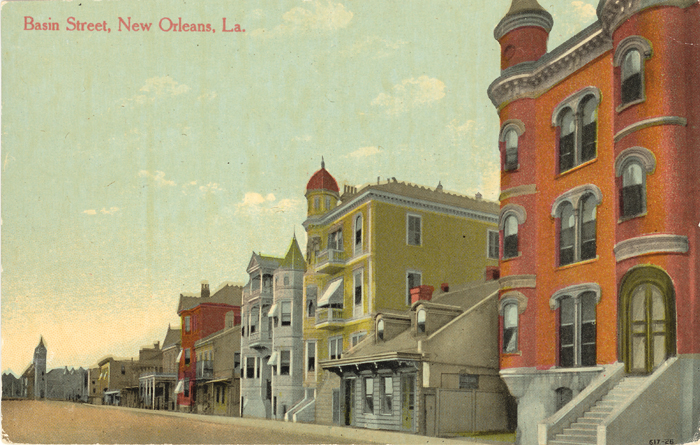
高級娼館の並ぶ1907〜1908年頃のベイシン・ストリート。

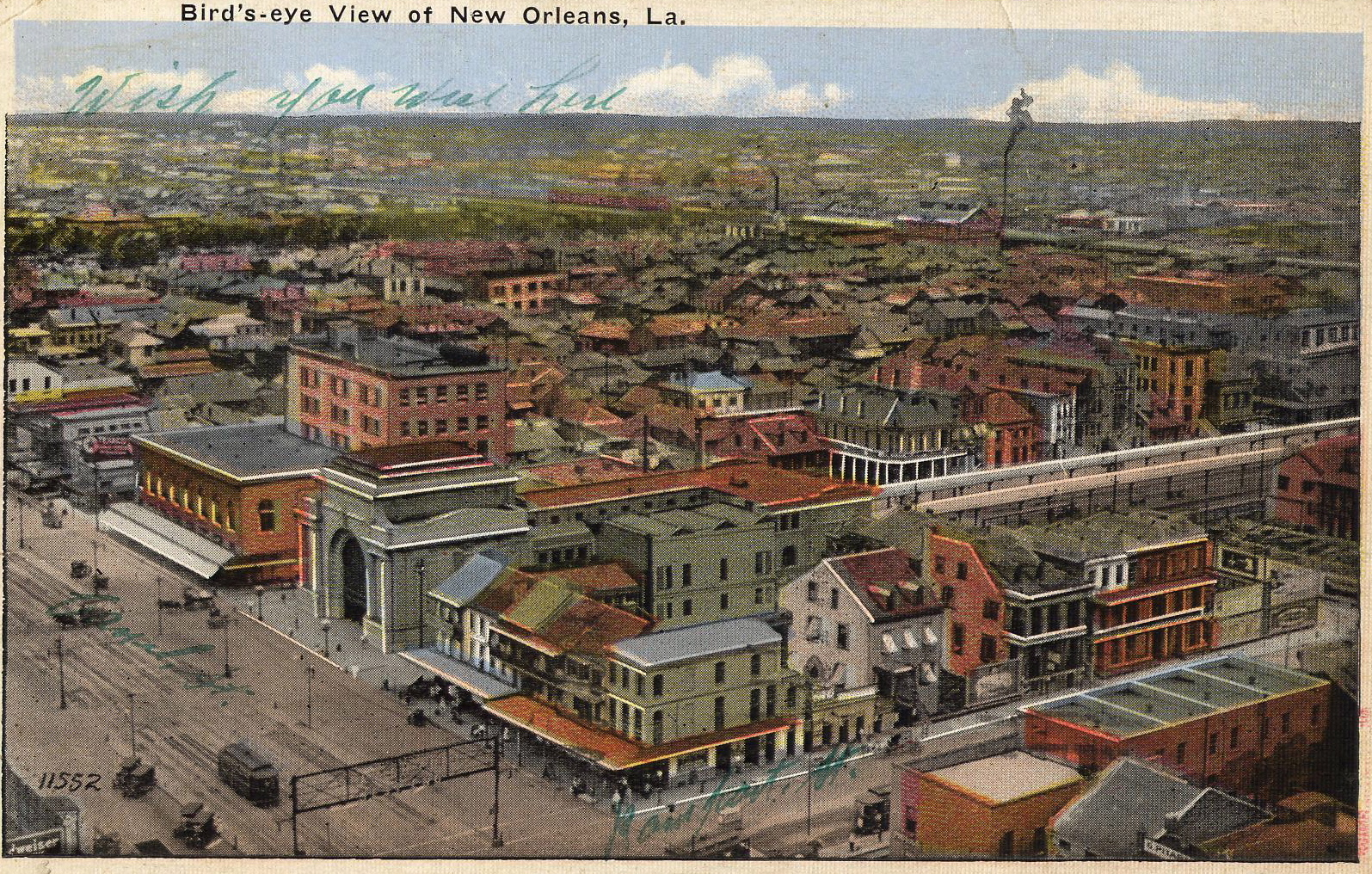
ストーリーヴィルの写っている絵葉書。左手前がカナル・ストリート、右手前がランパート・ストリート

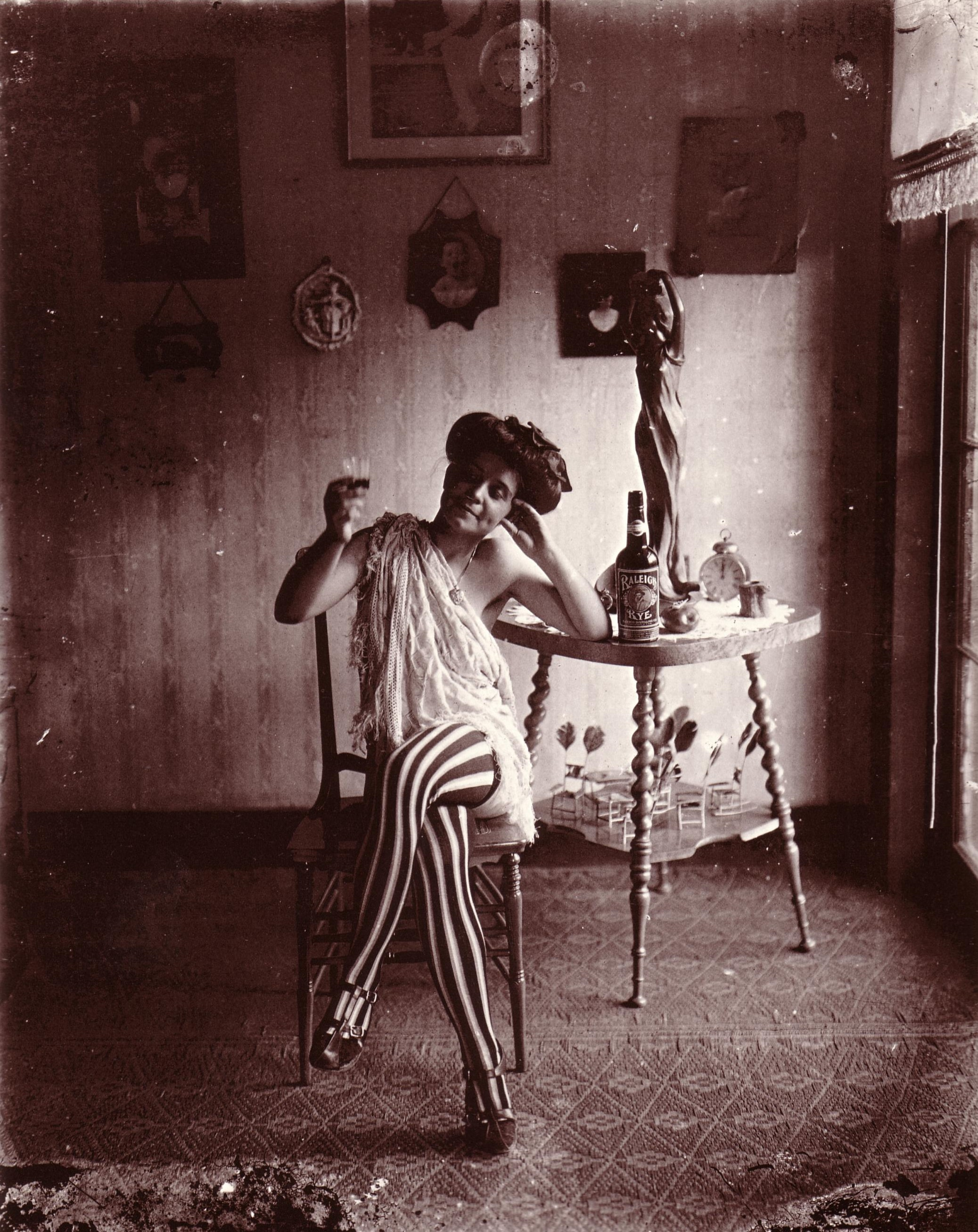
ベロックによる娼婦の肖像写真

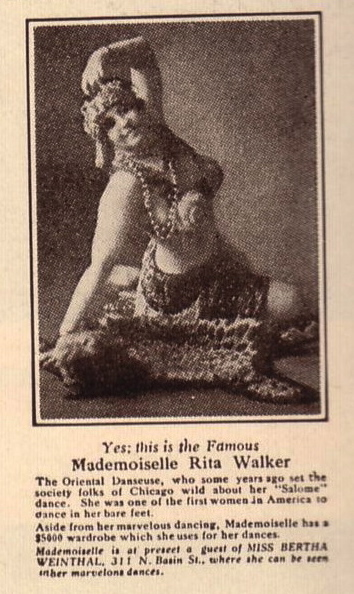
ブルーブックの一頁

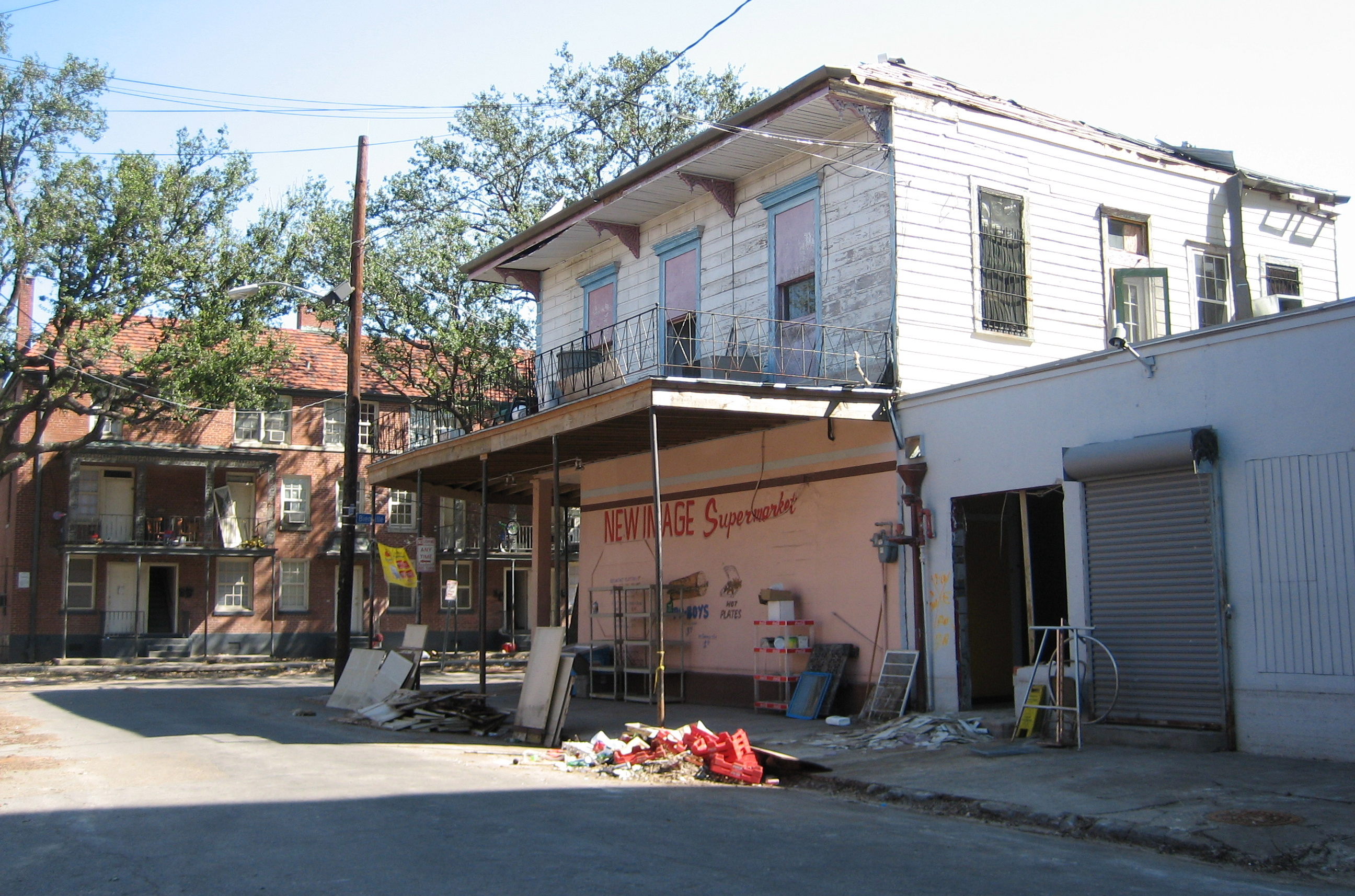
ストーリーヴィル時代の数少ない現存する建物(2005年撮影)。現在はニュー・イメージ・スーパーマーケット（New Image Supermarket）となっているが、100年程前にはフランク・アーリーズ・サルーン（Frank Early's saloon）として営業していた

ストーリーヴィル (Storyville) は、米国ルイジアナ州ニューオーリンズに1897年から1917年まで設置されていた売春地区である。
通常、地元住民には単純にザ・ディストリクト（あの地区）と呼ばれた。通称であったストーリーヴィル（「ストーリーの町」）は、同地区を設定するための法令を起案した市議会議員、シドニー・ストーリーに因んでいる。位置としては、アイバーヴィル、ベイシン、セントルイス、ロバートソンの4つの通りで囲まれた、フレンチ・クオーターから2ブロック内陸側の地域だった。現在は、かつての地区の大部分はアイバーヴィル公営住宅となっている。

## 歴史と概要
ストーリーヴィル地区は、売春ができる地域を制限することによって当局の管理、監視をしやすくする目的で設定された。1890年代後半に、ニューオーリンズ市政府は、ドイツとオランダ北部の港に設定された合法的な赤線地帯をモデルとしてストーリーヴィルを設計した。1895年から1915年までの間、ストーリーヴィルでは「ブルーブック（青本）」を発行していた。これは顧客に対する売春サービスの手引書的なものであり、各売春宿の概要、価格、サービスの種類、提供する「在庫」などの情報が掲載されていた。ストーリーヴィルのブルーブックにはガーター勲章の標語である「Honi Soit Qui Mal Y Pense（思い邪なる者に災いあれ）」の文字が刻まれていた。
ストーリーヴィルの施設には、クリブ（crib）と称される安価な部屋から、ベイシン・ストリートに面して建てられた富裕層向けの上品な邸宅まで、幅があった。（クリブという名称は、サンフランシスコの赤線地帯の施設が語源である）ニューオーリンズにおけるクリブの利用料は50セントであったのに対し、より高価な施設は10ドルのものもあった。ストーリーヴィルにおいては、黒人向けと白人向けの売春宿は混在していたが、法的には黒人男性はいずれの施設からもサービスを購入することは禁止されていた。しかしながら、黒人の娼婦を置いて黒人客を対象とした売春宿は警察当局が黙認する形で存在し、公然と営業していた。
ストーリーヴィル地区は、多くの旅行者が到着する主要な鉄道駅に隣接しており、市の主要な見どころとなった。
ジャズはストーリーヴィルで生まれた訳ではないが、ニューオーリンズ中で演奏され、ストーリーヴィルもその繁栄の一翼を担った。市外から来訪者の多くは、ジャズが北部地域に広がる以前に、ストーリーヴィルでその音に触れた。このため、ストーリーヴィルをジャズの生誕の地と考える人々も少なからずいた。ストーリーヴィルの高級な施設では、ピアノ奏者やときには小規模なバンドを雇い演奏させるのが通例となっていた。
ストーリーヴィル地区は、第一次世界大戦中の1917年に米国連邦政府によって、ニューオーリンズ市政府の猛反対を押し切って閉鎖された。陸軍基地と海軍基地がニューオーリンズの近くにあり、兵士が娼婦から性病に感染することが懸念されたためであり、4人の兵士がストーリーヴィルで殺害される事件が立て続けに起きたことで陸海両軍がストーリーヴィルの閉鎖を要求した。売春行為について、当時のニューオーリンズ市長、マーティン・バーマンは「非合法化することはできても、需要をなくすことはできない」と述べている。ストーリーヴィル閉鎖後は、黒人、白人の人種別に地下的な売春施設が市内に点在するようになった。
売春地区として閉鎖された後も、地味ながらも1920年代を通してダンス・ホール、キャバレー、レストランなどを擁する歓楽街として営業を続けた。また、警察当局の度重なる手入れにもかかわらず、もぐり酒場、賭博場、売春宿等も、存在した。
アイバーヴィル公営住宅の建設のため、地区内の殆どの建物は1930年代に取り壊された。地区の大部分は古く朽ちた建物が中心であったが、ベイシン・ストリート沿いには市内でも有数の優良な邸宅もあった。しかしながら、これらも姿を消した。市当局は、この悪名高い地区を人々の記憶から消すためにあらゆる手段を講じた。その一環として、一時期はベイシン・ストリートまでもが"ノース・サラトガ"と改名されたのであった。（但し、その後20年を経て、元の歴史ある名称に戻された。）
1971年、ニューオーリンズの写真家E・J・ベロックによって撮影されたストーリーヴィルの娼婦たちの写真の数々が『ストーリーヴィルの肖像』（Storyville Portraits）と題された写真集として出版された。
ストーリーヴィルをモチーフにした映画には、「ニューオーリンズ」（1947年）、「プリティ・ベビー」（1978年）、「ストーリービル秘められた街」（1992年）などがある。